# Voice Space
Voice Space（ボイススペース）は、株式会社Stand Technologiesが開発している総合型AI音声ソフトである。

## 概要
Voice Spaceは、最先端のAI技術を活用しユーザーが自然な日本語表現で音声合成やボイスチェンジを利用可能にするクラウドサービスである。AI技術を用いた54ヶ国語への翻訳や、Microsoft PowerPoint用アドイン連携、セキュリティ機能など法人むけの機能を提供している。
音声ファイルはWAV形式またはMP3形式でエクスポートできる。単語の辞書登録機能もある。

## 歴史
Voice Spaceは、2023年に9月にAIVoiceSpeakerというサービス名でリリースされた。2024年4月にサービス名がAIVoiceSpeakerから現在のVoice Spaceに変更された。
株式会社Stand Technologiesの前身は株式会社stand.fmであり、音声配信プラットフォームを提供する中で培った音声技術を元にAI音声サービスを開発した。
2024年にAIsmiley AI PRODUCTS AWARD 2024 AUTUMN」のNEXT AI TREND部門を受賞した。

## 特徴・機能

### テキスト読み上げ
- 200以上のAI音声モデルで利用できる[7]ベーシック読み上げ、抑揚つき読み上げ、シーン特化読み上げの3種類の読み上げエンジンを提供している。シーン特化エンジンは対応するシーンの音声を大量に学習したテキスト読み上げエンジンで施設内アナウンス、ニュース、関西弁会話など特定の利用シーンに最適化したAI読み上げを行うことが可能。[8]

### ボイスチェンジ
- アップロードした音声をAI音声モデルの声に変換できる。リアルタイムでの翻訳も可能[7]。

### 翻訳・読み上げ
- 日本語のテキストをAI翻訳で54各国語に変換し、各言語で読み上げることが出来る[9]。